# Brigadistas yugoslavos en la guerra civil española

«Las Brigadas Internacionales se formaron en España en 1936, con voluntarios de 53 países, quienes acudieron a apoyar al heroico pueblo español en su lucha contra la agresión fascista.

Fueron el más bello ejemplo de la solidaridad internacional y el internacionalismo proletario.

Los brigadistas yugoslavos (en serbocroata: Španski borci, cirílico serbio: Шпански борци, literalmente «combatientes españoles») fueron un contingente de voluntarios yugoslavos que lucharon junto al bando republicano de la guerra civil española. Con origen en las distintas naciones que componían el entonces Reino de Yugoslavia, y residentes yugoslavos del resto del mundo, llegaron a sumar 1664 combatientes, de los cuales se estima que fallecieron en combate alrededor de 800. Según las estadísticas españolas, 148 de ellos obtuvieron el grado de oficiales a lo largo del conflicto.
La mayoría combatieron en los batallones Dimitrov y Đuro Đaković de las Brigadas Internacionales,emplazados en casi su totalidad en la CXXIX Brigada Internacional y gran número participaron y perecieron durante la Batalla del Ebro de 1938. Fueron reclutados por el ilegal Partido Comunista de Yugoslavia, bien en sus regiones de origen o bien a través del centro de reclutamiento de la Comintern que Josip Broz Tito gestionaba en París.
Tras la guerra, los que consiguieron huir a través de los Pirineos cayeron cautivos en los campos de internamiento en Francia, desde donde la organización comunista yugoslava consiguió repatriar ilegalmente a buena parte de ellos, que se convirtieron en líderes de la resistencia contra la ocupación nazi de Yugoslavia. De hecho, cuatro de los brigadistas que combatieron en el bando republicano acabaron dirigiendo los cuatro grupos del Ejército Partisano de Liberación que derrotó a los nazis en la Segunda Guerra Mundial: Koča Popović el I, Peko Dapčević el II, Kosta Nađ el III, y Petar Drapšin el IV.

## Contexto histórico
El Golpe de Estado en España de julio de 1936 coincidió en el tiempo con el auge de los totalitarismos en Alemania (nazismo) e Italia (fascismo), y la escalada militar propiciada por la agresiva política de anexiones llevada a cabo por Adolf Hitler en Europa. Asimismo, los movimientos comunistas se encontraban en su apogeo tras el triunfo de la Revolución Rusa de 1917 y la influencia mundial del comunismo soviético. Así, el 24 de junio de 1920 se fundó el Partido Comunista de Yugoslavia (KPJ), declarado ilegal en el país en 1921.
La sublevación armada en España fue considerada desde este ámbito un nuevo golpe a la democracia y las libertades, máxime cuando la Alemania nazi y la Italia fascista se alinearon inmediatamente con el bando sublevado. En esta línea, el movimiento comunista yugoslavo interpretó la sublevación como un nuevo avance del fascismo en Europa. La causa del Frente Popular despertó en la opinión pública yugoslava muchas simpatías, mientras que desde el gobierno del reino las simpatías las despertaba el bando sublevado. El regente Pablo Karađorđević, dentro de su comprometida situación, se encontraba entonces más próximo a las Potencias del Eje, por lo que toda la actividad del KPJ se llevó a cabo en la más absoluta clandestinidad, y sufriendo además una violenta persecución. El Ministerio del Interior emitió una orden que prohibía cualquier actividad a favor de la República española, y proclamó que todo aquel que se alistara en el ejército republicano español se vería privado de la ciudadanía yugoslava. Aun así, el gobierno de Milan Stojadinović mantenía relaciones, especialmente comerciales, con el gobierno republicano español.
Desde 1932, el presidente del partido era Milan Gorkić, quien fue ejecutado dentro de las purgas de Stalin en noviembre de 1937 y sustituido por Josip Broz Tito, un excombatiente de la Primera Guerra Mundial formado en Moscú.
Mientras las principales potencias europeas como Francia y el Reino Unido firmaron el Comité de No Intervención para evitar la intervención extranjera en la guerra española, firmado por 27 países, entre ellos el Reino de Yugoslavia, la opinión pública progresista se pronunció a favor de la República, formando movimientos solidarios concretados con la fundación del Comité Internacional de Ayuda al Pueblo Español en París en agosto de 1936. También en París se formó el Comité nacional yugoslavo, auspiciado por el KPJ, y que se convirtió en punto de reunión y organización para la ayuda a la II República Española.

## Organización

Bandera de las Brigadas Internacionales. Este cuerpo de voluntarios contó con un total de 59 380 brigadistas extranjeros, de los cuales murieron más de 15 000; aunque no sobrepasaron nunca los 20 000 hombres presentes en los frentes en cada periodo de la guerra civil española.

La iniciativa del Partido Comunista de Yugoslavia de buscar ayudas para la Segunda República Española fue expresada en agosto de 1936 por el órgano de expresión del partido, Proleter:

“La lucha del pueblo español es nuestra propia lucha. Es una lucha del pueblo por el derecho de ser dueño de sus destinos, es una lucha en defensa de la libertad, el pan y la paz, es una lucha contra el fascismo y la guerra. Ayudémosle rápidamente, de todo corazón y con el mismo entusiasmo con que los luchadores españoles entregan su vida por la causa de la democracia y la libertad”.

 De todas formas, se estima que únicamente 1/3 de los voluntarios que se trasladaron a España eran comunistas; entre sus integrantes había croatas, eslovenos, serbios, montenegrinos y macedonios.
Con esta misión, la Internacional Comunista desplazó a algunos de sus máximos exponentes, entre ellos Josip Broz Tito y Palmiro Togliatti a París, desde donde la Comintern organizó una oficina de alistamiento en la Rue Lafayette. La presencia de Tito fue decisiva para la integración de cientos de yugoslavos en el contingente. La organización gestionó también centros en Austria, Checoslovaquia y Suiza para facilitar la incorporación de yugoslavos residentes en Centroeuropa. Dirigentes comunistas como Blagoje Parović, Božidar Maslarić, Rodoljub Čolaković y August Cesarec colaboraron estrechamente con Tito en la organización y envío de personal a España, que debido al férreo control que ejercían las dictaduras totalitarias en gran parte del continente, obligó a utilizar sistemas como la falsificación de pasaportes.
Los voluntarios se trasladaban a España desde Francia en barco o en ferrocarril a través de la frontera controlada por las autoridades republicanas. Otros no tuvieron tanta fortuna y fueron detenidos, destacando 500 procedentes de Montenegro, Herzegovina y Dalmacia que, a bordo del buque francés La Corse fueron descubiertos cerca de Budva, cuando trataban de viajar a España.

## Composición

Mapa histórico del Reino de Yugoslavia en 1936. Con el fin de evitar acciones secesionistas, el país se dividió en banovinas, unidades administrativas que no se correspondían con las naciones históricas, y definidas más por argumentos geográficos.

### Procedencia
Los voluntarios yugoslavos no procedían exclusivamente del territorio del Reino de Yugoslavia, pues existía una importante diáspora balcánica compuesta por emigrantes, estudiantes, militares y exiliados distribuida por diversas partes del mundo. Así, la procedencia de los brigadistas que se desplazaron a España fue la siguiente:
| - Yugoslavia: 421 - Francia: 420 - Bélgica: 191 - Unión Soviética: 84 - Canadá: 83 - Estados Unidos: 57 - Checoslovaquia: 43 - España: 20 | - Argentina: 13 - Argelia: 11 - Austria: 8 - Albania: 6 - Irán: 4 - Italia: 3 - Suiza y Uruguay: 2 - Bulgaria, Hungría, Alemania, Portugal, Rumania, Turquía, Panamá y África: 1 |

Es de destacar la numerosa composición de los grupos provenientes de la Unión Soviética, donde se encontraban en formación política y militar; y Checoslovaquia, donde existía una importante colonia de estudiantes.

### Filiación

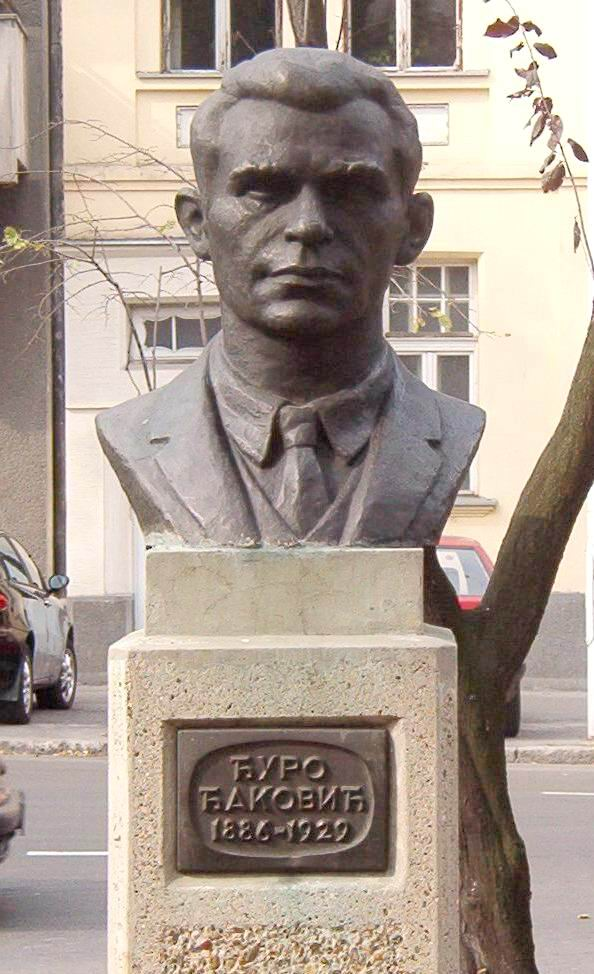
Monumento a Đuro Đaković en Belgrado. Đaković fue un destacado activista comunista, y debido a su oposición a la dictadura del rey Alejandro I de Yugoslavia, fue ejecutado en 1920. El primer batallón de las Brigadas Internacionales compuesto íntegramente por voluntarios yugoslavos fue denominado en su honor batallón Đuro Đaković, que más tarde recibiría la aportación del búlgaro Deda Blagoev.

Los datos sobre la edad por año de nacimiento son conocidos de 1298 voluntarios (78 %) y desconocidos de 366 (22 %). Por décadas, nacidos de 1881 a 1890: 21 voluntarios (1,3 %), 1891-1900: 242 (14,5 %), 1901-1910: 667 (40,1 %), 1911-1920: 367 (22,1 %). En 1936, la edad más representada era de 26 años (los nacidos en 1910).
Por profesión, se conocen los datos de 1287 (el 77,3 %) y se desconocen los de 377 (el 22,7 %). El colectivo más numeroso era el de obreros (el 63,4 %), incluyendo un 10,2 % de mineros, seguido por los estudiantes y jóvenes en edad escolar (5,4 %) e intelectuales (médicos, profesores, periodistas e ingenieros).
A partir de datos de la mapoteca de combatientes de la 129.ª Brigada Internacional conservada en Barcelona, se determinó sobre 1052 de ellos que el 48 % eran croatas, el 23 % eslovenos, el 18 % serbios, el 3,2 % montenegrinos y el 1,5 % macedonios. En cuanto a situación político-social, se distinguían ciertos grupos: miembros de la emigración económica de posguerra de la Primera Guerra Mundial; emigrantes políticos debido a sus ideologías (generalmente comunistas); eslovenos y croatas procedentes de la Marca Juliana anexada por la Italia fascista; eslovenos de Carintia y Estiria, regiones otrora eslovenas asignadas a Austria tras la Gran Guerra; croatas del litoral croata anexionado también por Italia, o macedonios yugoslavos residentes en Bulgaria y Grecia.
Entre los voluntarios se encontraban también 16 mujeres (tres médicos, dos enfermeras, seis obreras, dos estudiantes, una funcionaria y dos sin profesión conocida).

## Participación

### Distribución
Los primeros voluntarios se integraron en la milicia popular antes de la formación oficial de las Brigadas Internacionales, que se produjo por parte de la II República Española el 22 de octubre de 1936. Los aproximadamente 1700 yugoslavos se repartieron principalmente entre los batallones Dimitrov, Đuro Đaković y Masaryk. A su llegada a España fueron instalados, junto a brigadistas alemanes y austríacos, en la localidad de Tarazona de la Mancha, pues el cuartel general de las brigadas se encontraba en Albacete.
Debido a la diversidad de su procedencia, los yugoslavos fueron integrados en múltiples unidades. El reparto inicial de 884 de ellos fue el siguiente:
- 82 a los batallones Dombrowski y Edgar André, de la XI Brigada Internacional.
- 99 a los batallones Thälmann y Garibaldi de la XII Brigada Internacional.
- 78 al Batallón Chapáyev de la XIII Brigada Internacional.
- 33 al Batallón Mixto de Artilleros de la XIV Brigada Internacional.
- 49 al 1.º Batallón Dimitrov de la XV Brigada Internacional.
- 543 a la 129.ª Brigada Internacional, batallones 3.º Dimitrov, Đuro Đaković y Masaryk.

Esta organización sufriría múltiples cambios a lo largo del conflicto.

### Acciones de combate

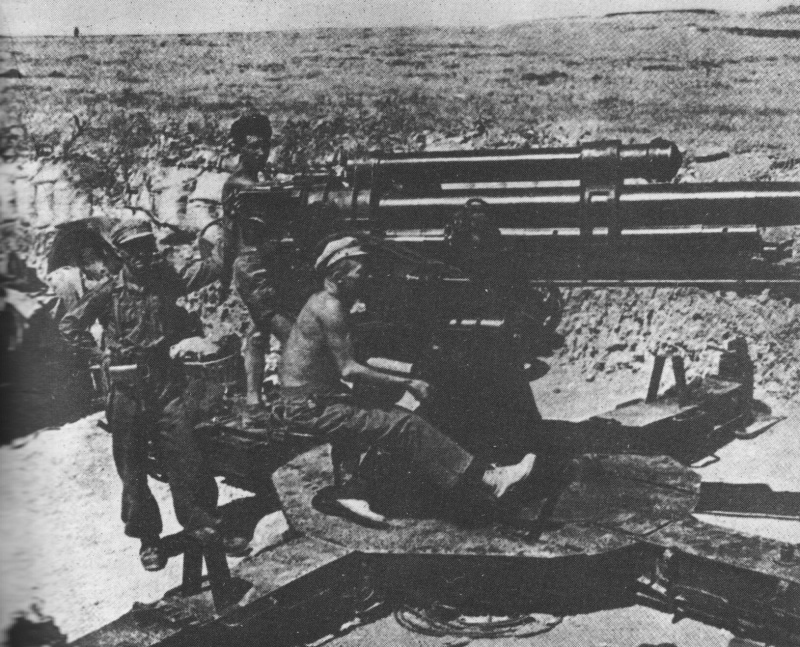
Miembros de la batería checoslovaca de artillería Gottwald durante la Batalla del Ebro. La participación yugoslava en las operaciones junto al río Ebro supuso el mayor número de bajas del contingente. A pesar de su reorganización, tras el desastre del Segre no volvieron a entrar más en combate.

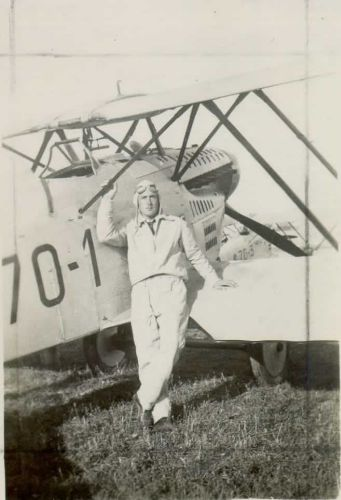
Josip Križaj (1911-1948), piloto esloveno de la Escuadrilla España de la Fuerza Aérea de la Segunda República Española, que derribó 3 aeroplanos durante la Batalla de Madrid.

#### Madrid
Los yugoslavos componían las compañías «Balkanska», «Ivan Cankar» y «Matija Gubec», pues éstas eran compuestas habitualmente por voluntarios con una base nacional o lingüística. Sin apenas tiempo para su formación, debieron incorporarse al Frente de Madrid, para desestabilizar el asedio al que venía siendo sometida la ciudad por parte de los sublevados. Los primeros yugoslavos en entrar en combate fueron un grupo de estudiantes que participaron en la defensa de la ciudad desde primeros de noviembre de 1936. Algunas fuentes sostienen que el primer caído en suelo español fue el montenegrino Milun Božović, un estudiante de filosofía en la Universidad de Belgrado, muerto durante los combates de la Ciudad Universitaria el 17 de noviembre. Otras citan el nombre de Juraj Blažević, un minero procedente de Bélgica que fue abatido en octubre en el Puente de los Franceses.
En febrero de 1937 el grueso de brigadistas se incorporó a la Batalla del Jarama, donde el bando republicano logró detener el avance enemigo a costa de grandes pérdidas humanas de la XV Brigada Internacional. Allí, el Dimitrov, que ofreció una gran resistencia, perdió 2/3 de sus integrantes. El batallón Dimitrov y el Đuro Đaković, donde mayoritariamente estaban integrados los voluntarios yugoslavos, fueron utilizados habitualmente como fuerzas de choque, lo que explica la cantidad de bajas sufridas en esta batalla. Historiadores como Antony Beevor consideran que a menudo estas unidades fueron expuestas a la aviación nacional, muy superior a la republicana en esos momentos de la guerra.
Entre el 6 y el 25 de julio, estas unidades participaron en la batalla de Brunete, integradas también en la XV Brigada, dirigida por el brigadista croata Vladimir Ćopić. Durante esta batalla, el 6 de julio, murió en Villanueva de la Cañada Blagoje Parović, miembro del comité central del KPJ, y que era comisario político de la XIII Brigada. En Brunete, los mandos republicanos fracasaron en sus objetivos de aislar las fuerzas sublevadas que sitiaban Madrid, y el sacrificio de brigadistas fue enorme. Existen estimaciones de que en esta sangrienta batalla las Brigadas perdieron el 50 % de sus combatientes. Entre los miembros del batallón Đaković había algunos españoles, como Luis Álvarez Yuste, el poeta de los guerrilleros, que en Brunete llegó a ser comisario suplente del mismo.

#### Aragón
Integrado en la XV B.I., en agosto el Đuro Đaković fue enviado al frente de Aragón. Durante la Ofensiva de Zaragoza perdió más de la mitad de sus hombres al romper las fortificaciones enemigas y defender las posiciones capturadas, y participó, junto con el Dimitrov, en la Batalla de Belchite, que estabilizó el frente en septiembre de 1937. Severamente desgastados, fueron sustituidos en ese frente por los canadienses del Batallón Mackenzie-Papineau.
Tras la reorganización de las brigadas, los batallones Dimitrov, Đuro Đaković y Masaryk fueron incorporados en marzo de 1938 a la 129.ª Brigada Internacional, que continuó en el frente aragonés, con una sacrificada resistencia a la Ofensiva de Aragón, donde el contingente balcánico perdió gran parte de sus efectivos. En el mismo frente, tras la grave derrota en la Batalla del Ebro y debido a las numerosas bajas, se produjo una reorganización del Ejército del Ebro, y la mayoría de los yugoslavos quedaron encuadrados en el 45.º Batallón Divisionario de la XIV Brigada Internacional, separados del grueso de la 129.ª Brigada durante los combates de Morella. El Batallón Divisionario, compuesto por 782 voluntarios checos y balcánicos, se organizó en Cambrils el 4 de abril de 1938, y retornó al frente en la batalla del Segre integrado en la 45.ª División del Ejército Popular de la República. Su comisario era el croata Petar Erdeljac, y el mando de la compañía balcánica correspondía a Kosta Nađ, que resultó herido el 10 de septiembre y sustituido por Peko Dapčević. Tras el nuevo fracaso republicano, el 45.º Batallón se retiró el 22 de septiembre a La Ametlla de Mar.

#### Otras
No todos los combatientes yugoslavos estuvieron integrados en fuerzas de tierra. Debido a su preparación, cuatro de ellos lo hicieron como pilotos de las Fuerzas Aéreas de la República Española: Boško Petrović, miembro de la 1.ª Escuadrilla, Grupo 26, que derribó 5 aviones enemigos en el área de Madrid; Josip Križaj, de la Escuadrilla España, que derribó 3 aeroplanos; Dobre Petrović, hermano del primero, que se integró también en la 1.ª Escuadrilla tras ser derribado Boško, y no contabilizando ningún derribo; y Sreten Dudić, fallecido durante una misión con Boško Petrović.

### Desmovilización y víctimas

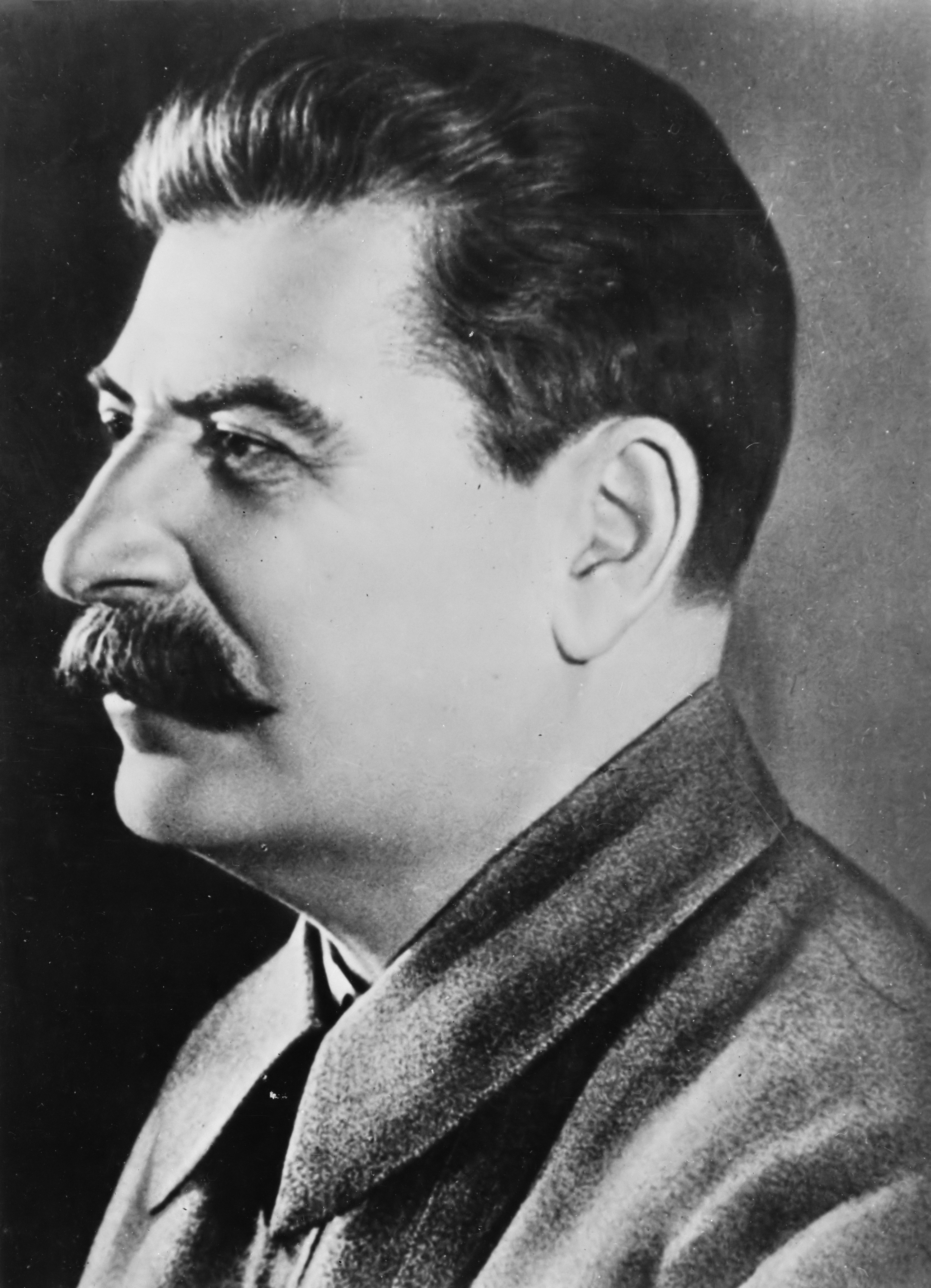
El aparato de vigilancia y represión de Stalin se trasladó también a la guerra civil española a través de unidades del NKVD, la policía secreta que controlaba cualquier viso de disidencia entre los combatientes. Según informes aparecidos en archivos secretos de Eslovenia, fue esta organización la que asesinó, en plena batalla de Brunete, a Blagoje Parović, miembro del comité central del Partido Comunista de Yugoslavia y comisario político del batallón Đaković.

En plena batalla, el 21 de septiembre de 1938, el gobierno republicano tomó la decisión de retirar a todos los brigadistas extranjeros del conflicto, acatando así la reclamación de la Sociedad de Naciones de retirar de la guerra a todos los combatientes no españoles de ambos bandos. Hasta entonces, se estima que 800 de los participantes de Yugoslavia habían fallecido en el campo de batalla, aunque la estadística yugoslava sostuvo que habían sido 545. El 25 de septiembre, los brigadistas yugoslavos fueron desmovilizados. No obstante, la definitiva Ofensiva de Cataluña les sorprendió en esa región, y emprendieron la huida con los restos del Ejército Popular Republicano hacia territorio francés.

### Control soviético y papel de Tito
El control ejercido por el gobierno de Iósif Stalin, a través de la policía secreta (NKVD) se fue haciendo cada vez más férreo a lo largo de la guerra, tanto sobre el gobierno republicano como sobre las Brigadas Internacionales. En este sentido, la infiltración de informadores entre los brigadistas fue efectiva desde la misma formación de las Brigadas, con el objetivo de detectar elementos discordantes que pudieran mostrarse reacios a seguir las consignas enviadas desde Moscú. Especialmente oscuro fue el papel de los liquidadores, que eran los encargados de eliminar a todo elemento que pudiera ser considerado disidente ideológico del estalinismo.
Sin duda el aspecto más controvertido de la participación yugoslava en la guerra española es el papel jugado por el líder comunista Josip Broz Tito en la misma. Aunque el propio Tito manifestó en diversas entrevistas que no llegó a pisar territorio español y que su papel en el conflicto no pasó de reclutar voluntarios y facilitarles su ingreso en España, aparecieron múltiples declaraciones de testigos que afirmaban haberle visto en el país durante el transcurso de la guerra. El presidente del Partido Comunista de Yugoslavia desde 1932, Milan Gorkić, fue ejecutado por el NKVD en Moscú en noviembre de 1937 acusado de trotskista, y su cargo fue ocupado por Tito, que por entonces mantenía una buena relación con Stalin. En 2009 el periodista serbio Pero Simić, autor de varios libros sobre el mariscal, publicó Tito, skrivnost stoletja (Tito, el misterio del siglo) que vinculaba directamente a Tito con el NKVD. Según Simić, Stalin y Tito enviaron a España una unidad de liquidadores del NKVD, a quienes atribuye el asesinato del dirigente comunista yugoslavo Blagoje Parović, comisario político del batallón Đaković fallecido durante la batalla de Brunete, y de otros muchos voluntarios yugoslavos sospechosos de disidentes.
La última víctima de las purgas estalinistas entre los combatientes yugoslavos fue Vladimir Ćopić, que fue comandante de la XV Brigada Internacional. Ćopić llegó a Moscú en septiembre de 1938, coincidiendo con la retirada de las BBII, y poco después fue detenido y condenado a muerte por un tribunal militar soviético, siendo ejecutado en abril de 1939.

### Relación cultural
Debido a que los yugoslavos, al igual que los brigadistas de otras nacionalidades, no podían regresar a su país durante los permisos por ser considerados proscritos, disfrutaban en España de sus descansos, generalmente en zonas próximas al frente. Este hecho facilitó la integración de sus combatientes con la población civil. Según manifestó en 2011 Trivo Inđić, consejero presidencial del presidente de Serbia: «los voluntarios de la libertad yugoslavos trajeron a su regreso la lengua y la cultura española, y algunos de ellos fueron los primeros traductores de poetas españoles (...) Ellos establecieron aquí una nueva cultura, un nuevo horizonte cultural, y es la hispanofilia».
También la presencia de un nutrido grupo de estudiantes e intelectuales facilitó el intercambio cultural entre los brigadistas y la población. El papel de los estudiantes (entre 80 y 100) fue muy importante para dar a conocer aspectos poco conocidos sobre Yugoslavia y su cultura. Colaboraron con la Federación de Estudiantes Españoles, que el 1 de enero de 1938 les tributó un homenaje en el Teatro Lara de Madrid. Fruto de esa relación, se creó una publicación en serbocroata con las experiencias de la guerra y una importante colección de fotografías.
Entre los intelectuales yugoslavos participantes en la guerra de España, destacaron el escritor croata August Cesarec, el poeta serbio Ratko Pavlović Ćićko (ambos muertos en la Segunda Guerra Mundial) el también literato Rodoljub Čolaković, el célebre pintor Đorđe Andrejević Kun, autor de una colección de grabados durante la guerra civil española, publicados bajo el título Za sloboda (Por la libertad), en 1939, así como el reconocido entomólogo Guido Nonveiller.
El batallón Dimitrov, en el que participaron un gran número de yugoslavos, tenía además su propia revista mensual, el Dimitrovac, publicado en serbocroata y español. Su editor era Veljko Vlahović, y fue publicado desde el 1 de mayo hasta el 31 de diciembre de 1937. En 1968, el propio Vlahović publicó un libro con la edición facsímil de los doce números publicados.

## Salida

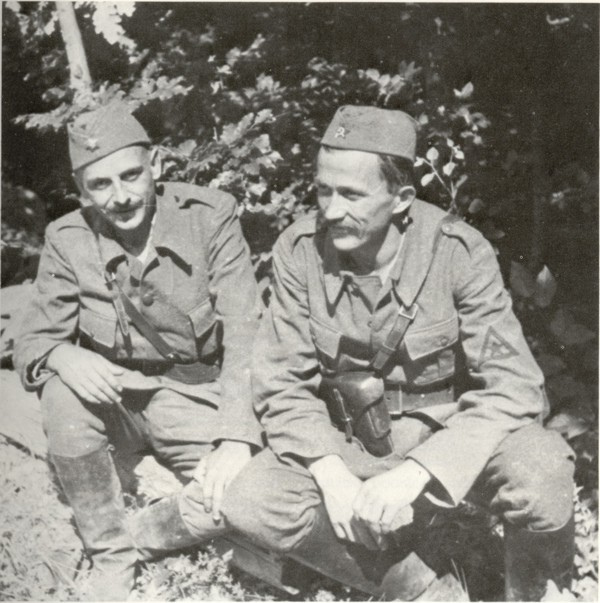
Koča Popović y Danilo Lekić durante una tregua en la batalla del Sutjeska de 1943. Ambos formaron parte del contingente de voluntarios yugoslavos en España, y con el paso del tiempo se convirtieron en dos de los principales altos cargos tanto del ejército como del gobierno de la Yugoslavia socialista.

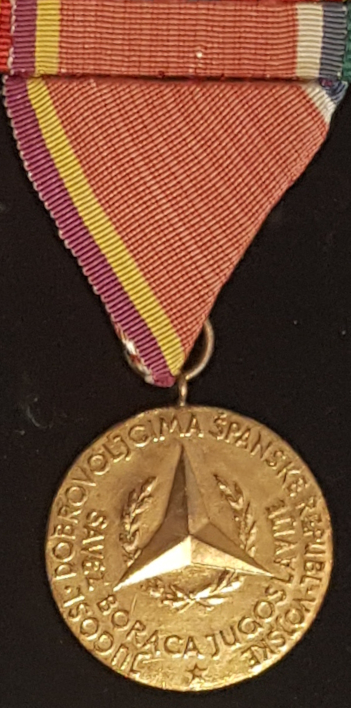
Medalla de la Asociación de Brigadistas Yugoslavos, condecoración instaurada en 1956 y que ha sido impuesta a 250 personas.

Tras la disolución de las Brigadas Internacionales, el gobierno del regente Pablo Karađorđević se opuso al regreso al reino de los brigadistas yugoslavos. 520 cruzaron los Pirineos formando parte del éxodo de 400 000 personas que cruzaron la frontera, bajo la condición de entregar sus armas al gobierno francés. Esta masa de refugiados incluía unos 220 000 soldados del ejército republicano, y fueron internados en distintos campos de concentración en Francia. La mayoría de los combatientes yugoslavos ingresaron en los campos de Gurs, Argelès-sur-Mer y Vernet d'Ariège. El estallido de la Segunda Guerra Mundial sorprendió en su periplo a muchos de estos combatientes que trataban de retornar ilegalmente a su país. A pesar de que se recogieron 300 000 firmas en toda Yugoslavia demandando la autorización para su regreso, el gobierno Cvetković-Maček no accedió a su repatriación. El 10 de octubre de 1937, las autoridades yugoslavas habían establecido oficialmente relaciones diplomáticas con la España franquista.
Algunos perecieron en el trayecto o en diferentes campos de concentración, y 250 de ellos, con la ayuda del Partido Comunista de Yugoslavia y sus centros clandestinos en Marsella y París, retornaron ilegalmente a Yugoslavia a través de Austria, y se integraron en la resistencia de la ocupación nazi. Estos hombres formaron el núcleo del Ejército Partisano de Liberación que, con la ayuda del Ejército Rojo, se enfrentó a la Wehrmacht en los Balcanes. Otros, que no pudieron regresar a Yugoslavia, se unieron a los movimientos de resistencia en Francia, Bélgica, Países Bajos y Polonia. Destacados miembros de la resistencia francesa, como Ljubo Ilić, Vlajko Begović y Lazar Latinović figuraban entre ellos.
Según las estadísticas españolas, 148 de ellos obtuvieron el grado de oficiales a lo largo del conflicto. Asimismo, 24 de los excombatientes españoles alcanzaron el grado de general del ejército partisano, y cuatro de ellos dirigieron los cuatro grupos de ejércitos que lograron la victoria definitiva sobre las fuerzas alemanas, y la liberación del territorio balcánico: Koča Popović, Peko Dapčević, Kosta Nađ y Petar Drapšin. Tras la Segunda Guerra Mundial, algunos recibieron las más altas condecoraciones del gobierno yugoslavo, además de alcanzar puestos como jefes de Estado Mayor del ejército, presidentes de repúblicas, ministros, y embajadores. (Véase sección "Brigadistas destacados").

## Reconocimientos

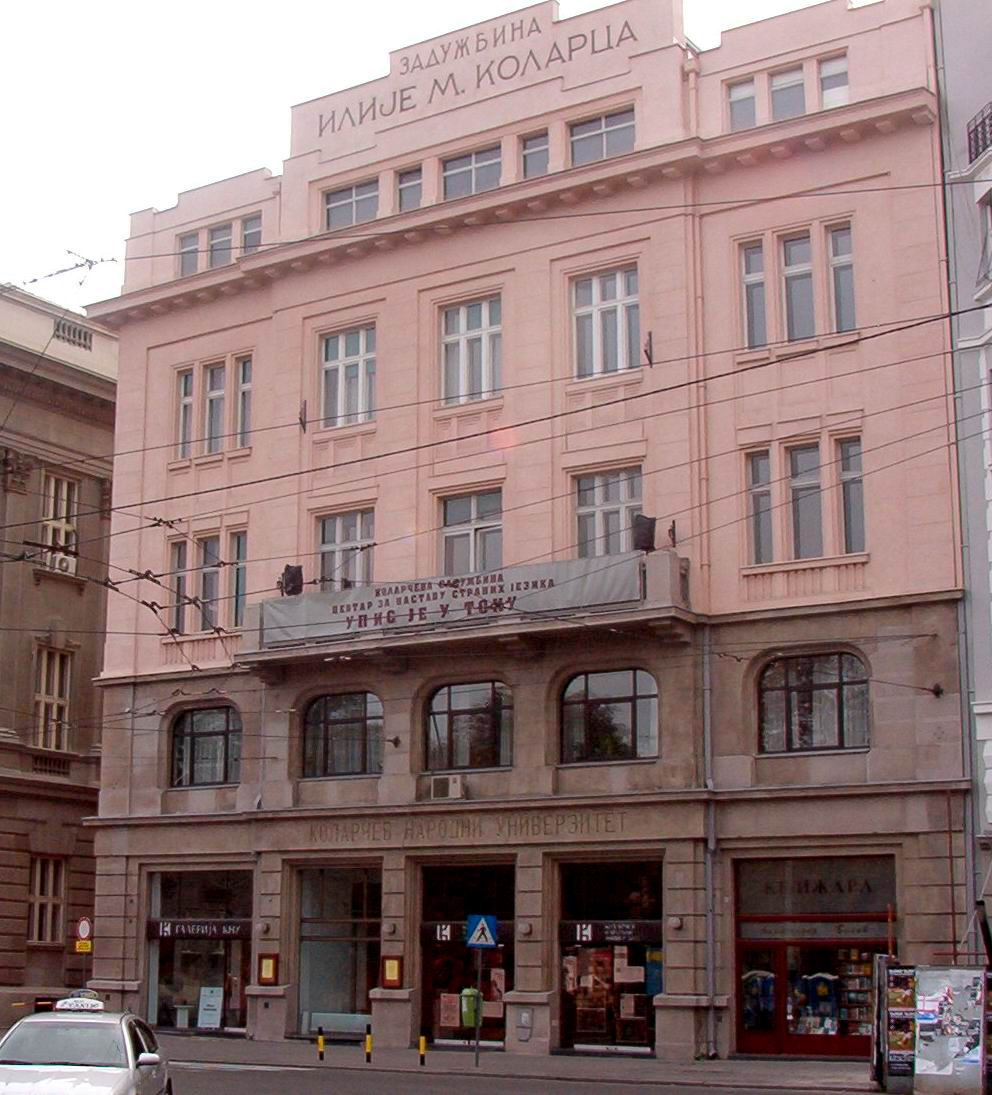
Edificio de la Universidad de Kolarac, en Belgrado, donde se constituyó, en 1946, la Asociación de Brigadistas Yugoslavos.

Para el sociólogo esloveno Avgust Lešnik, que publicó en 2007 uno de los trabajos más documentados sobre el papel de los brigadistas, «no hay duda de que los "españoles" representaron una idea superior para la gente; los combatientes disfrutaron de un culto hacia su valor personal, patriotismo y dedicación a la lucha contra el fascismo».
En 1946 se fundó en la Universidad de Kolarac de Belgrado la Asociación de Brigadistas Yugoslavos.
En 1972, Josip Broz Tito concedió a los brigadistas yugoslavos una de las más altas distinciones otorgadas por la República Federativa Socialista de Yugoslavia: la Orden de Héroe del Pueblo. Asimismo, Tito fue asignado a la asociación de brigadistas.
En 1977, tras la muerte de Franco, la asociación organizó su primer viaje a España tras la guerra civil, a la que asistieron 48 excombatientes. En el marco de la Guerra de Kosovo, el 19 de noviembre de 1998 el presidente de la República Federal de Yugoslavia, Slobodan Milošević, durante un multitudinario discurso en Belgrado, utilizó como símbolo a los brigadistas para instar a los serbios de Kosovo a ir «a las barricadas, como nuestros antecesores en España», para combatir «por una Serbia unitaria en una Yugoslavia unitaria».
En 2006, con motivo del 70.º aniversario, el rey Juan Carlos I hizo entrega a la asociación de brigadistas yugoslavos de la Orden del Mérito Civil, en la persona del último superviviente de los brigadistas, Lazar Latinović, que falleció ese mismo año.
En 2011, durante la celebración del 75.º aniversario de la formación de las brigadas, se celebró en Belgrado la exposición "No Pasarán", en homenaje y reconocimiento a los brigadistas, con el patrocinio del presidente de Serbia Boris Tadić.

## Brigadistas destacados
Los yugoslavos participantes en la guerra de España que alcanzaron mayor relevancia por sus actos o por la jerarquía alcanzada a lo largo de su vida fueron los siguientes:
| Nombre              | Vida        | Hechos reseñables |
| ------------------- | ----------- | --- |
| Koča Popović        | (1908-1992) | Comandante de división del Ejército Popular Republicano, uno de los generales más destacados del Frente de los Balcanes, con una decisiva intervención en la batalla del Sutjeska, dirigió el I Grupo de Ejércitos Partisanos. También fue jefe de Estado Mayor del Ejército Popular Yugoslavo, ministro de Relaciones Exteriores y Vicepresidente de Yugoslavia. |
| Peko Dapčević       | (1913-1999) | Teniente del ejército republicano que combatió en Brunete y El Ebro, y acabó dirigiendo la Liberación de Belgrado, dirigió el II. Después desempeñó los cargos de jefe de Estado Mayor del JNA, Secretario de Transportes y Comunicaciones y Embajador en Grecia. |
| Kosta Nađ           | (1911-1986) | Capitán del ejército de la república y herido en la batalla del Ebro, tuvo a su mando el III Grupo de Ejércitos Partisanos, ostentó una serie de altos cargos en el Ejército Popular Yugoslavo, y perteneció en cuatro ocasiones al Comité Central de la Liga de Comunistas de Yugoslavia. |
| Petar Drapšin       | (1914-1945) | Considerado un destacado combatiente en la guerra española, donde obtuvo el rango de capitán, se destacó en Dalmacia y Herzegovina durante la liberación yugoslava, llegando a dirigir el IV Grupo de Ejércitos. Murió accidentalmente al disparársele su pistola. |
| Vladimir Ćopić      | (1891-1939) | Fue el más alto mando ocupado por un brigadista yugoslavo durante la guerra civil, como comandante de la XV Brigada Internacional. Murió ejecutado en la Unión Soviética dentro de las purgas de Stalin. |
| Aleš Bebler         | (1907-1981) | Capitán del ejército republicano y comisario político de la XV Brigada, que llegó a ser delegado permanente de Yugoslavia ante la ONU y viceministro de relaciones exteriores. |
| Branko Krsmanović   | (1915-1941) | Capitán de una de las baterías de artillería más destacadas de la guerra española, lideró la insurrección serbia contra la ocupación alemana y murió en una emboscada de la Wehrmacht. |
| Ivo Vejvoda         | (1911-1991) | Llegó a España siendo un joven estudiante, y tras su retorno a Yugoslavia, ocupó varios cargos como comisario político y operativo de la resistencia. Tras la guerra, fue embajador de la República Federativa Socialista de Yugoslavia en Brasil, Checoslovaquia, Reino Unido, Italia y Francia. |
| Veljko Vlahović     | (1914-1975) | Luchó en el Batallón Dimitrov, y colaboró en el Centro para la evacuación de los soldados de las Brigadas Internacionales. A su regreso, asumió el cargo de Jefe de Agitación y Propaganda del Comité Central del Partido Comunista de Yugoslavia. Fue también Presidente de la Junta de Educación del Consejo Ejecutivo Federal, Presidente de la Asamblea Nacional, Viceministro de Asuntos Exteriores y director del diario Borba. |
| Ivan Gošnjak        | (1909-1980) | Capitán del Ejército Republicano Español, y comandante del Primer Cuerpo de Partisanos Croatas, tras su etapa militar fue diputado de la Asamblea de Yugoslavia, Presidente del Comité Central de la Liga de Comunistas de Yugoslavia y Ministro de Defensa. |
| Ivan Stevo Krajačić | (1906-1986) | Participó en la guerra civil en el Batallón Chapáyev. Logró retornar a Yugoslavia, y durante la Guerra de Liberación fue comandante de la segunda zona de operaciones de Croacia. Tras la guerra, fue Presidente de la Asamblea de la República Socialista de Croacia, y presidente de la Asociación de Veteranos Croatas de la Guerra de Liberación. |
| Danilo Lekić        | (1913-1986) | Comandante de la escuela de suboficiales de las Brigadas Internacionales y comisario político de la XV Brigada Internacional, pasó por varios campos franceses, desde donde organizó el retorno de brigadistas a Yugoslavia. Allí fue también Comisario político del Ejército Partisano, en el que alcanzó el grado de comandante del X Cuerpo que participó en la Liberación de Belgrado. Tras la guerra, entró a formar parte del cuerpo diplomático, como embajador en Brasil y Egipto, Jefe de la delegación ante la ONU y Secretario de Estado para Asuntos Exteriores.                                                       |
| Lazar Latinović     | (1915-2006) | Llegó a España con un grupo de estudiantes y alcanzó el grado de capitán del Ejército Republicano. Permaneció en la Francia ocupada participando activamente en la resistencia francesa y organizando el retorno de brigadistas yugoslavos a su país. En 1945 regresó a Yugoslavia, vinculándose al cuerpo diplomático, siendo destinado a París y Moscú. Ya como embajador, ejerció en Bruselas, Tokio, Buenos Aires y Estocolmo. Además fue miembro fundador de la Asociación de Combatientes Yugoslavos en España, y presidente de la misma desde 1999. Cuando murió era el último superviviente de los brigadistas yugoslavos. |
| Rodoljub Čolaković  | (1900-1983) | Escritor; estuvo unos meses de 1937 en la guerra española como asesor del Partido Comunista Yugoslavo. Reclamado por Tito, retornó a Bosnia, donde fue uno de los organizadores de la sublevación contra la ocupación nazi, alcanzando el grado de comisario político de los partisanos bosnios. Tras la liberación, fue miembro de la Presidencia Federal de Yugoslavia, ministro de Educación y primer ministro de la República Socialista de Bosnia y Herzegovina. |
| Lazar Udovički      | (1915-1997) | Llegó a España en un numeroso grupo de estudiantes, y se mantuvo hasta el final de la guerra. Después fue ingresado en varios campos de detención franceses, de donde logró escapar para incorporarse a la resistencia, donde participó activamente hasta su detención en 1943 por el régimen pronazi. Tras su repatriación, fue Secretario General del Gobierno de la República Socialista de Serbia, y después ejerció en el cuerpo diplomático en Buenos Aires, Río de Janeiro, Caracas y Milán, finalizando como embajador de Yugoslavia en Uruguay.                                                                           |

## Héroes del Pueblo (IIGM)
Los siguientes brigadistas recibieron la Orden de Héroe del Pueblo, por su participación en la Segunda Guerra Mundial:
| - Božo Bilić Marjan (1913-1942) - Milan Blagojević (1905-1941) - Divko Budak (1897-1941) - Đuro Vujović (1901-1943) - Petar Vuksan Pekiša (1905-1941) - Jože Gregorčič (1903-1942) - Božidar Dakić (1909-1941) - Robert Domani (1918-1942) | - Stipe Đerek (1912-1942) - Ilija Engel (1912-1944) - Ljubomir Živković, Španac (1918-1942) - Fadil Jahić, Španac (1910-1942) - Žikica Jovanović, Španac (1914-1942) - Juraj Kalc (1908-1942) - Mirko Kovačević (1916-1941) - Branko Krsmanović (1915-1941) | - Ivan Lenac (1906-1945) - Danko Mitrov (1919-1942) - Franjo Ogulinac Seljo (1904-1942) - Marko Orešković (1896-1941) - Ratko Pavlović Ćićko (1913-1943) - Milutin Mićo Radaković (1915-1941) - Franc Rozman (1911-1944) | - Miha Pintar Toledo (1913-1942) - Vlado Ćetković (1911-1944) - Ahmet Fetahagić (1914-1944) - Nikola Car Crni (1910-1942) - Vjećeslav Cvetko Flores (1917-1941) - Miljenko Cvitković (1914-1943) - Josip Šarić, Španac (1913-1978) - Drago Štajnberger Adolf (1916-1942) |

## Literatura relacionada
- Kuprešanin, Dragoljub (2006). Homenaje a los brigadistas yugoslavos. Muzej istorije Jugoslavije.
- Yugoslav People of the Spanish Civil War. Textstream. 2010. ISBN 9781158565047.

## Filmografía
- Španija naše mladosti ("España de nuestra juventud"), película documental yugoslava de Zdravko Velimirović producida por Zastava Film en 1967.[73]